# هشت (فیلم ۱۹۹۸)
هشت (انگلیسی: Eight) فیلمی به کارگردانی استیون دالدری است که در سال ۱۹۹۸ منتشر شد.